# Partido judicial de Santoña
El partido judicial de Santoña es uno de los ocho en los que se divide la comunidad autónoma de Cantabria, creado en 1988 mediante la Ley 38/1988, de 28 de diciembre, de Demarcación y de Planta Judicial, como número seis, tanto de los siete en los que se dividió inicialmente Cantabria, como posteriormente con la creación del octavo partido judicial.
Está conformado por dos juzgados de primera instancia e instrucción.

## Ámbito geográfico
| Partido Judicial | Capital de partido | Municipios que comprende |
| ---------------- | ------------------ | --- |
| 6                | Santoña            | Argoños, Arnuero, Bárcena de Cicero, Bareyo, Escalante, Hazas de Cesto, Meruelo, Noja, Ribamontán al Mar, Ribamontán al Monte, Santoña y Solórzano |